# Иын
Иын (кор. 이응) — буква корейского алфавита, двадцатая по порядку, принятому в КНДР и двенадцатая по порядку, принятому в Южной Корее.
На Севере отделяется от буквы ㆁ «есиын», обозначающей велярный носовой согласный [ŋ]. Собственно «иын», обозначает нулевую инициаль, встречаемую в слогах, начинающихся с гласной.
На юге буквы для нулевой инициали и конечного велярного носового согласного почитаются за одну букву ㅇ «иын».
| Название буквы | 이응 (иын)                                                                             |
| Произношение   | кор. 어두 (темно) : [ ]; кор. 어중 (жареный) : [ ], [ ŋ ]; кор. 사랑 (любовь) : [ ŋ ]; |